# Hiroaki Aoyama
Hiroaki Aoyama (青山 景昌 Aoyama Hiroaki?), född 14 oktober 1996 i Aichi prefektur, är en japansk fotbollsspelare.
Aoyama började sin karriär 2020 i Fukushima United FC.